# アイアン・シェフ・アメリカ
『アイアン・シェフ・アメリカ』（Iron Chef America）は、2005年2月より、アメリカ合衆国のケーブルテレビ局フード・ネットワーク (FOOD NETWORK) で放送された日本のテレビ番組『料理の鉄人』の米国版といえる料理バラエティ番組である。日本では2005年4月より、CS放送フジテレビワンツーネクストとBSデジタル放送BSフジにて放送されている。2011年現在は食と旅のフーディーズTVでも全29話の予定で放送されている。

## 概要
もともと日本版『料理の鉄人』を英語吹き替えで放送していたフード・ネットワークが、同番組を制作した日本テレワークからスタッフを派遣してもらい、フジテレビの監修の下で制作された正真正銘の米国版『料理の鉄人』である。そのため、エンディングにオリジナル版権としてフジテレビの社章である目玉マークを入れたクレジットが放送されている。
基本的に「鉄人」と呼ばれる番組レギュラーの料理人と、米国内にいる一流の料理人とが、毎回変わるテーマ食材をベースにした料理で対決する部分は日本版と変わらないものの、判定を行う審査員は3人で、審査基準も「味」（10点満点）、「盛り付け」（5点満点）、「独創性」（5点満点）の3項目にてそれぞれ採点される。
現在は少しルールに変更があり、シェフとミクストロジストが食事と飲み物のプレゼンテーションを行い、それぞれ5品についてポイントが算出される。
なお、日本版では判定で同点の場合は別のテーマ食材にて再試合を行うが、米国版では引き分けとして終了する。
また以前は主宰が対戦する鉄人を指名していたが、現在では挑戦者が対戦したい鉄人を自ら指名する。
2007年には、本番組からのスピンオフ企画として、新たな鉄人を選ぶことを目的とする『The Next Iron Chef』がスタートしている（2010年現在は第3シーズンが放送中）。マイケル・サイモンなどは同番組出身の鉄人である。

## 鉄人
アメリカ南西部料理の鉄人
- ボビー・フレイ
当番組の中で唯一、日本版『料理の鉄人』で挑戦者として出演。「和の鉄人」の森本と対戦し、敗北している。新シリーズ以降は紺色の衣装を着る。

イタリアンの鉄人
- マリオ・バターリ

和の鉄人
- 森本正治
日本版でも3代目「和の鉄人」であったが、もともと本拠地がニューヨークであるため、引き続き米国版でも鉄人となった。日本版に比べて、メガネとあごひげを生やした風貌になっている。
当初は日本版の鉄人の衣装（銀色）を着ていた。正式にアメリカ版の鉄人になってからは水色の衣装に替えていたが、新シリーズからは銀色に戻った。

ギリシャ料理の鉄人
- キャット・コーラ
日米ともに史上初の女性鉄人。新シリーズ以降も水色の衣装を着る。

地中海料理の鉄人
- マイケル・サイモン
『The Next Iron Chef』第1シーズンの優勝者。衣装の色は黒。

ラテン料理の鉄人
- ホセ・ガルセス
新シリーズから登場。茶色の衣装を着る。

かつて出演した鉄人
- 坂井宏行（日本の美食アカデミーからの派遣）
- ウォルフガング・パック（カリフォルニア料理の鉄人）

## その他出演者
- マーク・ダカスコス（アメリカ美食アカデミー主宰）
- アルトン・ブラウン（実況ならびに解説）
- ケビン・ブローシュ（フロアレポーター）
- ジェイミー・オリヴァー（第6シーズン第1回に挑戦者として登場、スギ対決でバターリに敗れる）